# 全国電機商業組合連合会
全国電機商業組合連合会（ぜんこくでんきしょうぎょうくみあいれんごうかい、Electrical Products Association of Japan。略称：全国電商連。英字略称：ZDS）とは日本の業界団体である。

## 概要
沖縄県を除いた全国46都道府県・1万5,500店の系列電器店（街の電器屋さん）で組織（2019年7月現在）する経済産業省公認の業界団体。迅速な業界情報の共有、家電小売業の将来を決める近代化施策への参加、家電製品に関する各種国家資格取得講習の引き受け、ユーザーとメーカー間の正確な理解への橋渡しなど内外にわたる地域電器店経営の代弁者として各都道府県毎に活動している。
近年は量販店の台頭による競争激化や後継者難・経営者の高齢化等により本協会の加盟店数は減少傾向が続いている。また系列電器店・小売店から（ベストフレンドショップ、デオデオファミリーショップ等）量販店系FCや（アトムチェーン等）地域店FCへ鞍替えするケースが目立ち始めている他、売り上げが落ち込んでいる店舗では系列電器店としての生き残りをかけ、創業当初の系列から他社への鞍替えを選択するケースも近年増えている。

## 本部所在地
- 〒113-0034　東京都文京区湯島三丁目6番1号 全国家電会館2階

## デジタル110番
これは、本協会及び各系列電機メーカー主催のデジタル家電研修を受講した地域電器店がデジタル放送に関する各種相談に応じる制度である。量販店や通信販売で購入した各種デジタル家電の設置・初期設定等を手助けし、地デジに関する不明な点は本協会加盟の地域電器店へ気軽に相談するよう呼びかけを行っている（店頭に掲げている専用の幟が目印）。
相談は全国共通ナビダイヤル「0570-01-0186」にまず電話をかける。すると各都道府県電商連を通じて最寄りの本協会加盟「デジタル110番登録認定電器店」より一両日中に折り返し電話連絡という形で相談に応じるが電話相談のみで解決しない場合、デジタル110番登録認定電器店スタッフが実際に依頼者宅を訪問し地デジ診断を行う（出張手数料は地域・距離によって異なり、概ね7000〜1万円程度）。
元々はパナソニックショップのスタッフがデジタル家電設置工事の為に顧客宅を訪問した際、設置工事時におけるトラブル発生時に（パナソニックショップスタッフが）現場より直接携帯電話でパナソニックの専用窓口に問い合わせ（相談窓口にいる）専門スタッフより電話で解決方法を教わるという形で始めている。
一般消費者向けデジタル110番制度を日本で最初に始めたのは2007年9月26日の山形県電商連。2008年4月現在、全国42都道府県でこの制度を実施している（2007年12月1日に長野県、翌2008年2月1日に富山県、同年3月4日に鳥取県、4月1日に佐賀・長崎両県電商連、同月3日からは岩手県電商連で、8日からは福井県電商連で、10月28日からは愛知県電商連で各々新規開始）。ただしこの制度は全ての系列電器店で行われているとは限らず、業務多忙や人員不足などの理由からこの制度に参加していない店舗もある。アナログTV放送終了2年前となった2009年7月24日には、本協会加盟の地域電器店スタッフと地上デジタル放送推進大使（全国各地のNHK・民放TVアナ）が早めの地デジ準備を呼びかける街頭活動を全国一斉に実施すると共に、全国各地で放送されている月〜金の夕方ローカルニュース番組に「教えて!地デジ大使」コーナーを設け、地デジ化を行う際のポイントを地元電器店スタッフ・デジサポスタッフ・地デジ推進大使を務めていた各局アナが解説した。

## エコポイント
経済産業省は、省エネ製品を購入するとポイントが加算される「エコポイントの活用によるグリーン家電普及促進事業（通称：エコポイント制度）」を2009年5月15日に開始すると発表。量販店のみならず、本協会加盟の系列電器店で省エネ製品を購入した場合でもエコポイントが加算される。但し対象は省エネ基準を達成しているエアコン・地上デジタル放送対応テレビ・冷蔵庫に限られる。

## 新築・リフォーム相談
近年では系列電器店が実施する新築・リフォーム工事需要が（パナソニックショップを中心に）高まっており、特にエコキュート・IHクッキングヒーター・太陽光発電パネル・薄型テレビなどの大型製品は半数が系列店経由による販売となっている。
系列電器店スタッフの多くは（電気・ガス・水道・電話などの）各種国家資格・工事担任者資格を有しており、さらに顧客一軒一軒の家屋構造や間取り・家族構成・使用している電化製品などの状況を把握している事から（各顧客宅の家屋構造に合わせた）より信頼性・耐久性の高い設置工事が出来、設置工事後のアフターサービスも充実している。

## その他
山形県電商連は2014年9月3日に「高齢者の振り込め詐欺被害防止活動に関する協定」を山形県警と締結。地域に密着した販売活動をする特性を活かし、振り込め詐欺被害に遭わないよう呼びかける活動を（各店の顧客となっている）高齢者を中心に行っている。